# 李文舜
李文舜，香港導演，曾任職無綫電視戲劇組編導。劇集創作為《金宵大廈2》《使徒行者》《城寨英雄》《同盟》等等，其後更與各大平台合作拍攝劇集，例如《無間道》《壯志高飛》《叠影狙擊》

## 編導列表（無綫電視）
- 學警雄心
- 人間蒸發
- 衝上雲霄
- 法網伊人
- 一屋兩家三姓人
- 歲月風雲
- 賭場風雲
- 兩妻時代
- 亂世佳人
- 凶城計中計
- 我外母唔係人
- 原來愛上賊
- 尖子攻略
- 老婆大人II
- 絕代商驕
- 富貴門
- 女王辦公室
- 刑警
- 2012年：《雷霆掃毒》
- 2012年：《戀愛季節》
- 2012年：《神鎗狙擊》
- 2013年：《My盛Lady》
- 2014年：《新抱喜相逢》
- 2014年：《使徒行者》
- 2015年：《華麗轉身》
- 2015年：《實習天使》
- 2016年：《城寨英雄》
- 2017年：《與諜同謀》《同盟》《誇世代》《性在有情》
- 2018年：《波士早晨》
- 2018年：《壯志高飛》
- 2019年：《京港愛情故事》
- 2020年：《義無反顧》
- 2021年：《金宵大廈2》
- 2021年：《旁觀者》
- 2022年：《叠影狙擊》
- 2022年：《東京愛情動作故事》

## 獎項
萬千星輝頒獎典禮
| 獎項         | 候選單位     | 結果 |
| ------------ | ------------ | ---- |
| 「最佳劇集」 | 《城寨英雄》 | 獲獎 |

星和無線電視大獎
| 獎項                    | 候選單位     | 結果 |
| ----------------------- | ------------ | ---- |
| 「我最愛TVB電視劇集」   | 《城寨英雄》 | 獲獎 |
| 「本地傳媒最愛TVB劇集」 | 《使徒行者》 | 獲獎 |

TVB 馬來西亞星光薈萃頒獎典禮
| 獎項                  | 候選單位     | 結果 |
| --------------------- | ------------ | ---- |
| 「最喜爱TVB电视剧集」 | 《使徒行者》 | 獲獎 |
| 「最佳劇集」          | 《城寨英雄》 | 獲獎 |